# Gheorghe Hagi
Gheorghe Hagi (Săcele, 5 februari 1965) is een voormalig profvoetballer uit Roemenië die doorgaans als middenvelder speelde. Gedurende zijn loopbaan verwierf hij de bijnaam De Maradona van de Karpaten. Hij werd in eigen land zes keer uitgeroepen tot 's lands beste voetballer. Hagi maakte ook naam met de hoeveelheid gele kaarten die hij verzamelde. Hij kreeg deze bijna altijd voor aanmerkingen op de leiding. Zijn afscheid als international viel gezien zijn kaartenreputatie karakteristiek te noemen: Hagi kreeg rood in de door zijn Roemenië op zaterdag 24 juni 2000 verloren EK-kwartfinale tegen Italië. Pelé nam Hagi op in zijn in maart 2004 opgestelde Lijst FIFA 100 beste spelers. Het Gheorghe Hagi Stadion in Constanța is naar hem vernoemd.

## Clubvoetbal
Hagi begon zijn carrière als profvoetballer in 1982 bij Farul Constanța. Daarna ging hij bij Sportul Studențesc voetballen (1983-1987), alwaar Steaua Boekarest hem weghaalde op een achterbakse wijze, die blijk gaf van hoezeer de familie Ceauşescu toentertijd in Roemenië de wet dicteerde. Hagi zou slechts door Sportul Studențesc aan Steaua worden uitgeleend voor de Europese Supercup tegen Dinamo Kiev, om de kansen op winst van Steaua en onrechtstreeks dus ook tot meerdere eer en glorie van het communistische regime in Roemenië, te vergroten. Na de Supercup gaf Steaua Hagi echter doodleuk niet meer terug. De toenmalige voorzitter van de Roemeense voetbalbond, Mircea Angelescu, deed deze historie uit de doeken in de BBC-uitzending Football, Fussball, Voetbal. Hagi zou nog bij Steaua voetballen tot 1990, jaar waarin hij naar het Spaanse Real Madrid verkaste. Na twee jaar vertrok hij naar het Italiaanse Brescia Calcio. Na een uitstekend WK 1994 in de Verenigde Staten, met onder meer een bekend geworden doelpunt per afstandsschot langs de zijlijn in de groepsmatch op zaterdag 18 juni 1994 tegen Colombia, haalde Johan Cruijff de Roemeense middenvelder in 1994 naar FC Barcelona. Daar won hij in twee seizoenen één Spaanse Supercup. Tijdens die periode was hij lang niet altijd basisspeler. Hij maakte wel een doelpunt dat de wereld rondging: op zondag 11 december 1994 had Celta Vigo net gescoord tegen Barcelona en dus mochten de Barcelonezen in de middencirkel weer aftrappen. Hagi kreeg met het reglementair verplichte tikje opzij de bal en boog hem vanuit de middencirkel in het doel van de tegenstander. In 1996 vertrok Hagi naar Galatasaray in Turkije. Daar kende hij meer succes. In 2000 werd de UEFA Cup gewonnen door Arsenal na strafschoppen te verslaan. Hagi kreeg evenwel een directe rode kaart. In het seizoen 2000-2001 volgde met Galatasaray de winst van de UEFA Super Cup, door in Monaco zijn oude club Real Madrid te verslaan.

## Clubstatistieken
| Seizoen | Club               | Competitie       | Duels | Goals |
| ------- | ------------------ | ---------------- | ----- | ----- |
| 1982/83 | Farul Constanța    | Liga 1           | 18    | 7     |
| 1983/84 | Sportul Studențesc | Liga 1           | 31    | 2     |
| 1984/85 | Sportul Studențesc | Liga 1           | 30    | 20    |
| 1985/86 | Sportul Studențesc | Liga 1           | 31    | 31    |
| 1986/87 | Steaua Boekarest   | Liga 1           | 14    | 10    |
| 1987/88 | Steaua Boekarest   | Liga 1           | 31    | 26    |
| 1988/89 | Steaua Boekarest   | Liga 1           | 30    | 31    |
| 1989/90 | Steaua Boekarest   | Liga 1           | 22    | 18    |
| 1990/91 | Real Madrid        | Primera División | 29    | 3     |
| 1991/92 | Real Madrid        | Primera División | 35    | 12    |
| 1992/93 | Brescia            | Serie A          | 31    | 5     |
| 1993/94 | Brescia            | Serie A          | 30    | 9     |
| 1994/95 | FC Barcelona       | Primera División | 16    | 4     |
| 1995/96 | FC Barcelona       | Primera División | 19    | 3     |
| 1996/97 | Galatasaray        | Süper Lig        | 30    | 14    |
| 1997/98 | Galatasaray        | Süper Lig        | 30    | 8     |
| 1998/99 | Galatasaray        | Süper Lig        | 28    | 14    |
| 1999/00 | Galatasaray        | Süper Lig        | 19    | 12    |
| 2000/01 | Galatasaray        | Süper Lig        | 25    | 11    |

## Interlandcarrière
Hagi kwam 125 keer uit voor de nationale ploeg en hij maakte 35 doelpunten. Hagi maakte zijn debuut op 10 augustus 1983, in Oslo tegen Noorwegen (0-0). Hagi nam deel aan drie WK's: WK 1990 in Italië, WK 1994 in de Verenigde Staten en WK 1998 in Frankrijk. Hij vormde destijds samen met onder meer Gheorghe Popescu, Dan Petrescu en doelman Bogdan Stelea de kern van een succesvol Roemeens elftal. Na EURO 2000 beëindigde Hagi zijn interlandcarrière.

## Trainersloopbaan
In 2001 stopte Hagi als profvoetballer. Hij werd trainer-coach bij het Roemeens nationaal elftal, waar hij na vier duels opstapte toen de nationale ploeg sneuvelde in de play-offs voor deelname aan het WK voetbal 2002 tegen Slovenië. Daarna ging hij aan de slag bij Bursaspor en Galatasaray. Hierna werd Hagi trainer van de Roemeense club FCU Politehnica Timișoara, waar hij na een paar maanden alweer werd ontslagen. Per 1 juli 2007 ging de Roemeen bij Steaua Boekarest aan de slag. Hier vertrok hij een paar maanden later na onophoudelijke spanning met de clubdirectie. De prestaties van Hagi als trainer hebben zijn prestaties als speler niet kunnen evenaren. Nadat Frank Rijkaard ontslagen werd bij Galatasaray SK werd Hagi de nieuwe coach bij de Turkse topclub. Hij tekende op 22 oktober een contract voor een anderhalf jaar. Op 20 maart diende hij zijn ontslag in bij de club.
Hagi werd in 2014 aangesteld als coach van FC Viitorul Constanța. Hier liet hij in december 2014 zijn op dat moment zestienjarige zoon Ianis debuteren in het betaald voetbal. Op 26 juli 2018 speelde hij met Viitorul in de UEFA Europa League thuis tegen het Nederlandse Vitesse. Die werd met 2–2 gelijkgespeeld. In Arnhem werd een week later met 3–1 verloren, waardoor Vitesse verder ging naar de derde voorronde.
| Interlands Roemenië onder leiding van Gheorghe Hagi | Interlands Roemenië onder leiding van Gheorghe Hagi | Interlands Roemenië onder leiding van Gheorghe Hagi | Interlands Roemenië onder leiding van Gheorghe Hagi | Interlands Roemenië onder leiding van Gheorghe Hagi | Interlands Roemenië onder leiding van Gheorghe Hagi |
| №                                                   | Datum                                               | Wedstrijd                                           | Uitslag                                             | Competitie                                          |                                                     |
| --------------------------------------------------- | --------------------------------------------------- | --------------------------------------------------- | --------------------------------------------------- | --------------------------------------------------- | --------------------------------------------------- |
| 1                                                   | 05.09.2001                                          | Hongarije − Roemenië                                | 0 − 2                                               | WK-kwalificatie                                     |                                                     |
| 2                                                   | 06.10.2001                                          | Roemenië − Georgië                                  | 1 − 1                                               | WK-kwalificatie                                     |                                                     |
| 3                                                   | 10.11.2001                                          | Slovenië − Roemenië                                 | 2 − 1                                               | WK-kwalificatie                                     |                                                     |
| 4                                                   | 14.11.2001                                          | Roemenië − Slovenië                                 | 1 − 1                                               | WK-kwalificatie                                     |                                                     |

## Erelijst
Als speler
 Steaua Boekarest
- Europese Supercup: 1986
- Divizia A: 1986/87, 1987/88, 1988/89
- Cupa României: 1986/87, 1988/89

 Real Madrid
- Supercopa de España: 1990

 Brescia
- Anglo-Italian Cup: 1993/94

 FC Barcelona
- Supercopa de España: 1994

 Galatasaray
- UEFA Cup: 1999/00
- UEFA Super Cup: 2000
- Süper Lig: 1996/97, 1997/98, 1998/99, 1999/00
- Türkiye Kupası: 1998/99, 1999/00
- Süper Kupa: 1996, 1997

Als trainer
 Galatasaray
- Türkiye Kupası: 2004/05

 Viitorul Constanța
- Liga I: 2016/17
- Cupa României: 2018/19
- Supercupa României: 2019

Persoonlijke prijzen
- Roemeens voetballer van het jaar: 1985, 1987, 1993, 1994, 1997, 1999, 2000
- Topscorer Divizia A: 1985, 1986
- Topscorer Europacup I: 1988
- Golden Player: 2003
- FIFA 100: 2004
- Golden Foot Legend Award: 2015[2]
- Topscorer aller tijden van het Roemeens elftal

## Trivia
Zijn zoon Ianis Hagi is ook profvoetballer.